# Наррагансетт
Наррангасетт (англ. Narragansett) — місто (англ. town) в США, в окрузі Вашингтон штату Род-Айленд. Населення — 14 532 особи (2020).
Місто розташоване на березі однойменної затоки (Наррагансетт), на узбережжі Атлантичного океану, у штаті Род-Айленд. Свою назву місто отримало по імені індіанського народу Наррагансетт, що населяє територію Род-Айленду й частини Массачусетсу.
З порту Наррагансетт здійснюється регулярний поромний зв'язок з прилеглим островом Блок, де знаходиться природоохоронна зона.

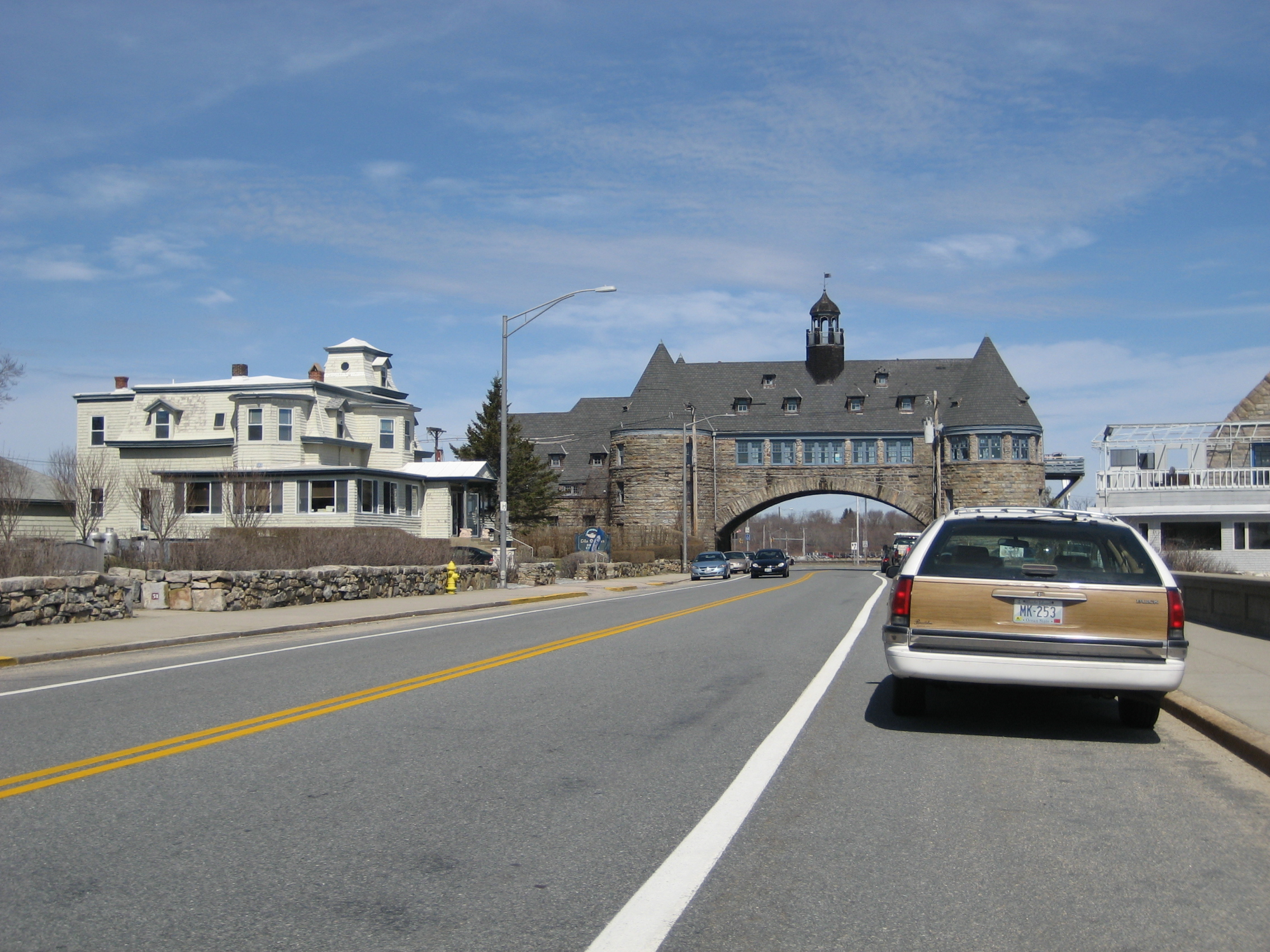
Наррагансетт, старе казино.

## Історія
Перші європейські поселенці з'явилися на місці нинішнього міста Наррагансетт не пізніше 1675 року. Основними заняттями населення в XVII—XVIII століттях тут було суднобудування і транспортні перевезення водним шляхом. Права міста і самостійність Наррагансетт отримав в 1901 році, до цього підпорядковувався адміністрації міста Саут-Кінгстаун. З кінця XIX століття містечко стає відомий як морський літній курорт з прекрасними піщаними пляжами. У теплу пору року населення Наррагансетт подвоюється.

## Демографія

### Перепис 2010
Згідно з переписом 2010 року, у місті мешкало 15 868 осіб у 6704 домогосподарствах у складі 3560 родин. Було 9470 помешкань
Расовий склад населення:
| - 95,7 % — білих - 0,8 % — чорних або афроамериканців - 0,8 % — азіатів - 0,7 % — корінних американців |

До двох чи більше рас належало 1,3 %. Частка іспаномовних становила 1,7 % від усіх жителів.
За віковим діапазоном населення розподілялося таким чином: 14,3 % — особи молодші 18 років, 69,0 % — особи у віці 18—64 років, 16,7 % — особи у віці 65 років та старші. Медіана віку мешканця становила 40,4 року. На 100 осіб жіночої статі у місті припадало 95,9 чоловіків; на 100 жінок у віці від 18 років та старших — 93,7 чоловіків також старших 18 років.
Середній дохід на одне домашнє господарство становив 103 694 долари США (медіана — 69 332), а середній дохід на одну сім'ю — 142 653 долари (медіана — 117 369). Медіана доходів становила 78 985 доларів для чоловіків та 57 972 долари для жінок. За межею бідності перебувало 17,6 % осіб, у тому числі 0,9 % дітей у віці до 18 років та 3,8 % осіб у віці 65 років та старших.
Цивільне працевлаштоване населення становило 7477 осіб. Основні галузі зайнятості: освіта, охорона здоров'я та соціальна допомога — 29,7 %, мистецтво, розваги та відпочинок — 19,8 %, науковці, спеціалісти, менеджери — 11,6 %, роздрібна торгівля — 10,3 %.

### Перепис 2000
За даними перепису 2000 року, на території муніципалітету мешкало 16361 людей, було 6846 садиб та 3847 сімей. Густота населення становила 446,4 осіб/км². Було 9159 житлових будинків. З 6846 садиб у 22,0 % проживали діти до 18 років, подружніх пар, що мешкали разом, було 44,6 %,
садиб, у яких господиня не мала чоловіка — 8,7 %, садиб без сім'ї — 43,8 %. Власники 27,2 % садиб мали вік, що перевищував 65 років, а в 9,0 % садиб принаймні одна людина була старшою за 65 років. Кількість людей у середньому на садибу становила 2,38, а в середньому на родину 2,86.
Середній річний дохід на садибу становив 50 363 доларів США, а на родину — 67 571 доларів США.
Чоловіки мали дохід 45 436 доларів, жінки — 31 759 доларів. Дохід на душу населення був 28 194. доларів. Приблизно 4,9 % родин та 16,0 % населення жили за межею бідності. Серед них осіб до 18 років було 8,4 %, і понад 65 років — 5,0 %.
Середній вік населення становив 36 років.